# Euselasia ater
Euselasia ater är en fjärilsart som beskrevs av Adalbert Seitz 1913. Euselasia ater ingår i släktet Euselasia och familjen Riodinidae. Inga underarter finns listade i Catalogue of Life.